# Denmark (New York)
Denmark è un comune degli Stati Uniti d'America, situato nello Stato di New York, nella contea di Lewis.